# Џоџо Сива
Џоел Џоени „Џоџо” Сива (енгл. Joelle Joanie "JoJo" Siwa; Омаха, 19. мај 2003) америчка је певачица, плесачица и глумица. Између 2016. и 2016. наступала је у две сезоне емисије Мајке плесача заједно са својом мајком, Џесалин Сивом. Од 2017. радила је за Nickelodeon на више пројеката. Године 2020. Time ју је уврстио у своју годишњу топ-листу најутицајнијих људи.

## Биографија
Рођена је 19. маја 2003. године у Омахи, у Небраски. Ћерка је Џесалин (девојачко Ломбарди), професионалне инструкторке плеса из Ајове, и Тома Сиве, киропрактичара из Небраске. Има старијег брата Џејдена Сиву, који је такође влогер.
Од августа до новембра 2020. била је у вези са TikTok звездом, Марком Бондтемпом. У јануару 2021. излази из ормара и за себе каже да је део ЛГБТ+ заједнице на друштвеним медијама. Када је обожавалац упитао како се изјашњава, Сива је додала да не декларише своју сексуалност, јер „заправо не зна одговор на то питање”. Касније је изјавила: „Рекла бих да сам технички пансексуалка, јер сам одувек била таква и цео свој живот сам у фазону ’моја особа је моја особа’.” У истом интервјуу, напоменула је да користи изразе „геј” и „квир”.

## Дела
- (2017)[13]
- (2018)[14]
- (2018)[15]
- (2018)[16]
- (2018)[17]
- (2019)[18]
- (2019)[19]
- (2020)[20]
- (2020)[21]
- (2021)[22]

## Филмографија

### Филм
| Година | Српски назив         | Изворни назив         | Улога            |
| ------ | -------------------- | --------------------- | ---------------- |
| 2019.  | Сунђер Боб Коцкалоне | Spongebob Squarepants | Џоџо Сива        |
| 2019.  |Angry Birds филм 2               |                       | Џеј, Кира (глас) |
| 2021.  | Тим Џеј              |                       | Џоџо Сива        |